# Ljubljanska
La ljubljanska o lubianska, nota anche come bistecca alla lubianese, è un piatto tipico della Slovenia centrale, molto diffusa nei paesi dell'ex Jugoslavia, nella Venezia Giulia italiana, in Friuli e nella Bisiacaria.

## Storia
La Ljubljanska era una versione arricchita della Wiener Schnitzel austriaca, nata a Capodistria e preparata in onore della visita dell’Arciduca Ferdinando d'Austria, che divenne l'imperatore Ferdinando I. La ricetta voleva rappresentare un omaggio a tutto l'impero, unendo un elemento austriaco (lo Wiener Schnitzel), uno boemo (il prosciutto di Praga) e uno ungherese (il formaggio). Il nome Lubljanska deriva dalla città di Lubiana, principale città slovena, con lo scopo di aggiungere un elemento slavo alla ricetta. In seguito la ricetta si è diffusa tra la popolazione di lingua slovena di Trieste e dintorni oltre che nella regione del Litorale Sloveno.

## Ricetta
La Ljubljanska consiste in due fette di vitello o lonza di maiale (o una sola fetta più grande piegata a libro), farcite con prosciutto cotto o crudo e formaggio a pasta fusa, e successivamente impanate e fritte. Viene servita con sale, pepe, uno spicchio di limone e salsa tartara slovena (come quella classica ma più salata). Tuttavia non vi è certezza sulla ricetta originale. La voce più accreditata è che venisse usato il prosciutto crudo (più facilmente reperibile all'epoca) e che si cuocesse durante la frittura ultima. Ancora oggi comunque, soprattutto nei locali più caratteristici e legati alle ricette tradizionali, viene usato il prosciutto crudo.

## Diffusione e varianti
Al giorno d'oggi è una ricetta diffusa in Slovenia, Venezia Giulia, in Friuli, limitatamente alle Valli del Natisone, in Carinzia e una zona della Provincia di Vas, in Ungheria.
In Croazia esiste una versione modificata, chiamata Zagrebačka, avente il prosciutto crudo al posto del prosciutto cotto, molto diffusa a Zagabria e nei dintorni nord-croati.